# Paul Stewart (skådespelare)

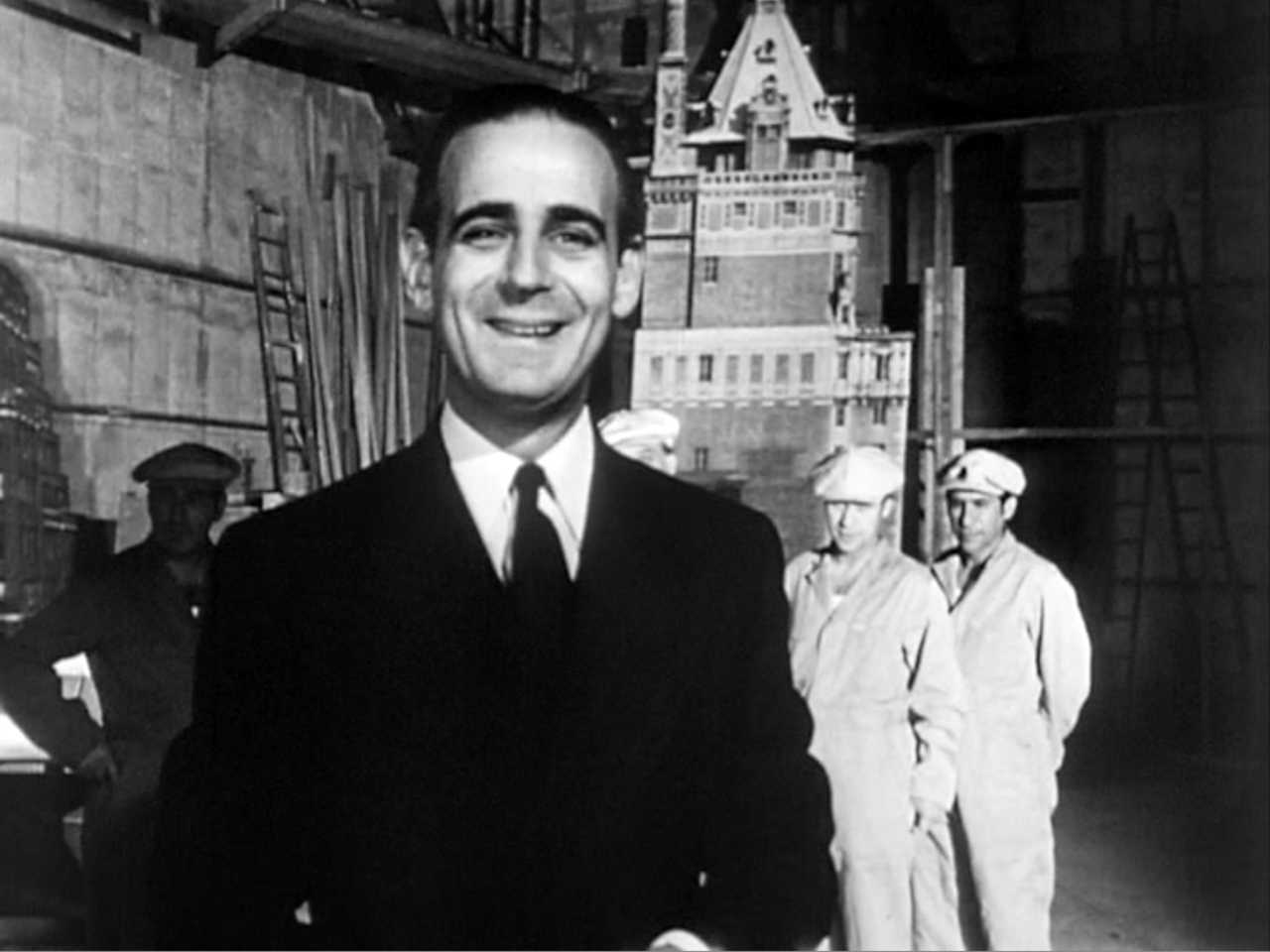
Paul Stewart under inspelningen av En sensation.

Paul Stewart, född 13 mars 1908 i New York, död 17 februari 1986 i Los Angeles, var en amerikansk skådespelare, producent och regissör. Han verkade inom film, TV, teater och radio.
Han debuterade på Broadway 1930. 1932 började han arbeta på den Ohiobaserade radiostationen WLW. Han var en av grundarna till American Federation of Radio Artists 1937. Han arbetade under 1930-talet mycket med Orson Welles på hans Mercury Theatre och samproducerade 1938 den ökända radioteatern War of the Worlds tillsammans med honom. När Welles filmdebuterade med En sensation gjorde även Stewart sin första stora filmroll som den cyniske butlern Raymond. Denna roll tillhör hans kändaste.

## Filmografi
- 1941 – En sensation
- 1941 – Johnny Eager
- 1943 – Hasardspelaren
- 1952 – Dömd utan bevis
- 1952 – Illusionernas stad
- 1952 – Storstadsmarodörer
- 1955 – Frisco Bay
- 1955 – Natt utan nåd
- 1955 – Spindelnätet
- 1958 – King Creole
- 1963 – Ett väntande barn
- 1965 – Mannen från Nasaret
- 1967 – Med kallt blod
- 1975 – Gräshopporna
- 1978 – Premiärkvällen
- 1978 – Rosa Panterns hämnd
- 1982 – Stormen